# Большой Камень (Ханты-Мансийский автономный округ)
Большой Камень — село в России, находится в Октябрьском районе, Ханты-Мансийского автономного округа — Югры. Входит в состав городского поселения Октябрьское.

## Статистика населения
| 2010 |
| ---- |
| 95   |

## Климат
Климат резко континентальный, зима суровая, с сильными ветрами и метелями, продолжающаяся семь месяцев. Лето относительно тёплое, но быстротечное.

## Транспорт
Ходят речные пассажирские суда типа Заря из Октябрьского.